# Atilla Birlik
Atilla Birlik (Ludwigshafen am Rhein, 27 novembre 1977) è un ex calciatore turco, di ruolo attaccante.

## Carriera
Di nazionalità turca ma nato in Germania, Birlik si formò nel sodalizio calcistico della sua città natale, il Ludwigshafener SC prima di venire ingaggiato dal Mannheim, club con cui vinse il girone sud della Fußball-Regionalliga 1998-1999.
Nel 1999 si trasferisce in Turchia, per militare nel Beşiktaş. L'esperienza nel club di Istanbul dura un anno solo dato che già l'estate seguente passa all'Antalyaspor.
Con il club di Antalya milita due anni, esclusa una breve parentesi nell'estate 2001 al Genoa, club italiano militante in Serie B, con cui disputa e vince la settima edizione del Trofeo Spagnolo il 9 agosto di quell'anno, battendo i tedeschi del Werder Brema 4-2.
Lasciato l'Antalyaspor nel 2002, Birlik torna a giocare in Germania, al Greuther Furth. Con i bavaresi ottiene il quinto posto della 2. Fußball-Bundesliga 2002-2003.
Ritorna l'anno seguente in Turchia, per giocare nel Malatyaspor, dove rimane sino al gennaio 2005, quando è ingaggiato dal Gençlerbirliği Spor Kulübü, che lo cede in estate al Diyarbakırspor.
Al Diyarbakırspor rimane sino al gennaio 2006, quando passa al Sivasspor che nell'estate dello stesso anno lo cede al Malatyaspor. Con i giallorossi resta sino al 2008, dato che viene ingaggiato dal Tokatspor, sodalizio con cui chiude la carriera agonistica.
Ritiratosi ha dato vita ad un'accademia calcistica che porta il suo nome.
Nella sua carriera ha disputato 146 partite e segnato 41 reti in Süper Lig, la massima divisione calcistica turca.

## Palmarès

### Club
- Fußball-Regionalliga: 1

Mannheim: 1999